# الیسون رایت
اَلیسون رایت (انگلیسی: Alison Wright؛ زادهٔ ۱۲ ژوئیهٔ ۱۹۷۶) بازیگر اهل بریتانیا است. وی از سال ۲۰۰۷ میلادی تاکنون مشغول فعالیت بوده‌است.
از فیلم‌ها یا برنامه‌های تلویزیونی که وی در آن نقش داشته‌است می‌توان به آمریکایی‌ها، خاطرات پرستار بچه، حسابدار، تأیید، کسل راک و برف‌شکن اشاره کرد.